# Посёлок Сахарного Завода

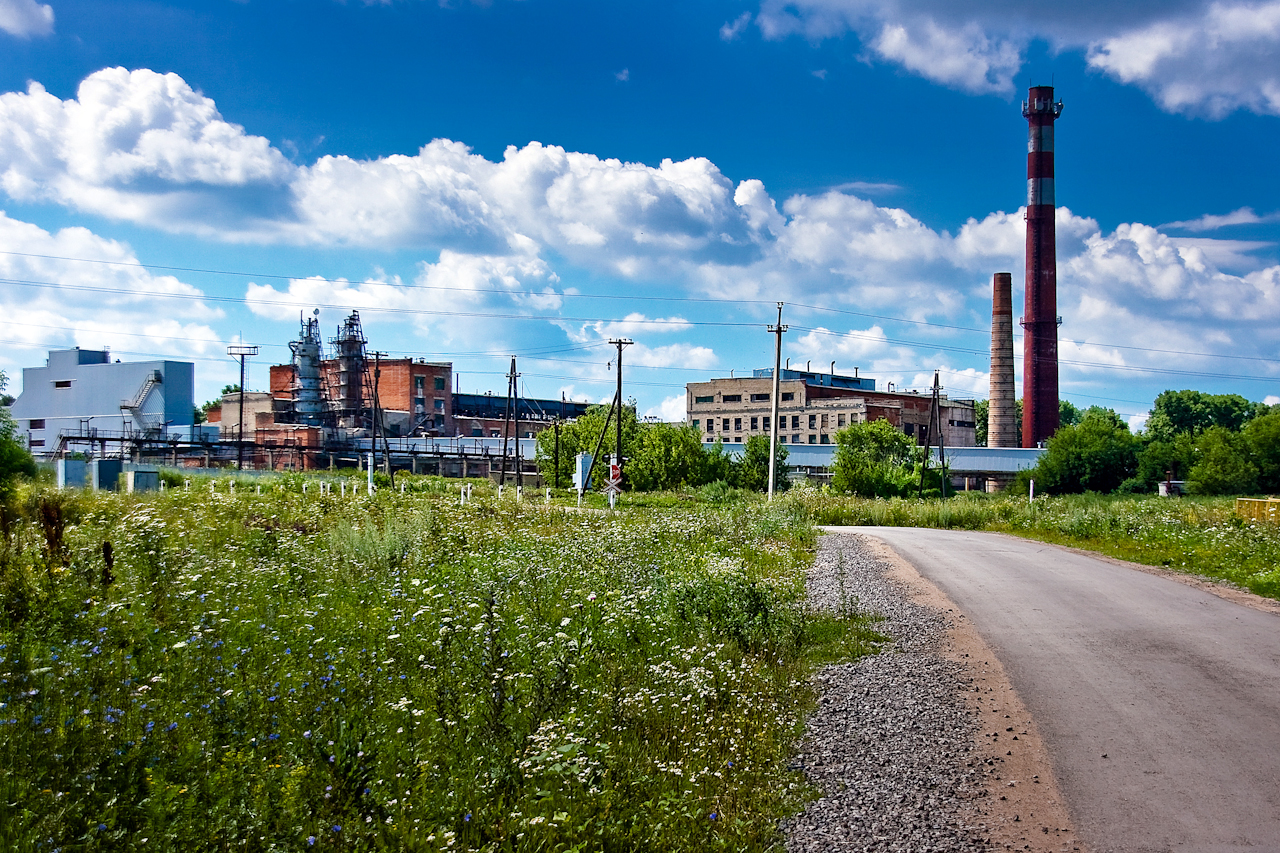
Лебедянский сахарный завод

Са́харного Заво́да — посёлок в Лебедянском районе Липецкой области. Входит в Большепоповский сельсовет.

## География
Расположен на левом берегу реки Дон. Территория посёлка находится между селом Большое Попово и рекой Павелка.

## История
Посёлок строился в советские годы для рабочих сахарного завода (потому и был так назван).

## Население
| 2010 |
| ---- |
| 1162 |

## Инфраструктура
В Лебедянском районе по-прежнему выращивают сахарную свёклу, которую завод превращает в сахарный песок. Сегодня предприятие называется ОАО «Лебедянский сахарный завод».
В посёлке находится ост. п. 47 км. Кроме того, неподалёку расположена железнодорожная станция Красивая Меча.